# Blepharita glenura
Blepharita glenura är en fjärilsart som beskrevs av Swinhoe 1895. Blepharita glenura ingår i släktet Blepharita och familjen nattflyn. Inga underarter finns listade i Catalogue of Life.